# Aprasia
Genre
Aprasia est un genre de geckos de la famille des Pygopodidae.

## Répartition
Les quatorze espèces de ce genre sont endémiques d'Australie.

## Liste des espèces
Selon The Reptile Database (22 décembre 2015) :
- Aprasia aurita Kluge, 1974
- Aprasia clairae Maryan, How & Adams, 2013
- Aprasia haroldi Storr, 1978
- Aprasia inaurita Kluge, 1974
- Aprasia litorea Maryan, Bush, Adams, 2013
- Aprasia parapulchella Kluge, 1974
- Aprasia picturata Smith & Henry, 1999
- Aprasia pseudopulchella Kluge, 1974
- Aprasia pulchella Gray, 1839
- Aprasia repens (Fry, 1914)
- Aprasia rostrata Parker, 1956
- Aprasia smithi Storr, 1970
- Aprasia striolata Lütken, 1863
- Aprasia wicherina Maryan, Adams & Aplin, 2015

## Publication originale
- Gray, 1839 "1838" : Catalogue of the slender-tongued saurians, with descriptions of many new genera and species. Annals and Magazine of Natural History, sér. 1, vol. 2, p. 331-337 (texte intégral).